# Michael Spehr
Michael Spehr (* 1964 in Rietberg) ist ein deutscher Journalist für die Ressorts Wirtschaft und Technik.

## Leben
Nach dem Abitur in Paderborn studierte Spehr Geschichte, Philosophie und Soziologie an den Universitäten Paderborn und Bielefeld. 1998 wurde er in Bielefeld bei Hans-Ulrich Wehler mit einer Arbeit über die deutschen Maschinenstürmer im 19. Jahrhundert promoviert.
Seit 1987 arbeitete er als freier Journalist, zunächst für den Markt+Technik Verlag, dann den Gong Verlag. Ab 1997 war Spehr freier Mitarbeiter der Frankfurter Allgemeinen Zeitung, seit 1999 ist er dort Wirtschaftsredakteur. Er schreibt überwiegend für die wöchentliche Beilage „Technik und Motor“. Seit 2006 ist dieses Ressort auch in der Frankfurter Allgemeinen Sonntagszeitung vertreten und Spehr dort ebenfalls Redakteur. Sein Namenskürzel ist misp. Mediale Resonanz fand 2022 eine Glosse mit der Berechnung, dass Autofahren der Umwelt weniger Schaden zufüge als Radfahren. Der erhöhte Kalorienverbrauch von Radfahrern müsse durch zusätzlichen Konsum, beispielsweise 1 kg Rindfleisch oder 13 kg Tomaten pro 100 Kilometer Strecke, kompensiert werden.
2024 erhielt er im Tyto-Tech-Ranking den zehnten Platz der wichtigsten deutschen Tech-Influencer. 2019 hatte er im Ranking der Tyto-Tech-500-Power-List der einflussreichsten Deutschen im Technologie-Sektor den Platz 36 erhalten.
Seit 2003 gehört Spehr der Jury für den Kindersoftwarepreis TOMMI an.

## Auszeichnungen
- 2004 Alcatel SEL-Journalistenpreis für den Artikel „Die Physik des Staus“[7]
- 2016 Punkt, Preis für Technikjournalismus, gemeinsam mit Lukas Weber für den Artikel „Die smarte Kapitulation“[8]

## Schriften (Auswahl)
- Maschinensturm. Protest und Widerstand gegen technische Neuerungen am Anfang der Industrialisierung (= Theorie und Geschichte der bürgerlichen Gesellschaft. Bd. 18). Verlag Westfälisches Dampfboot, Münster 2000, ISBN 3-89691-118-X (Zugl.: Bielefeld, Univ., Diss., 1998).
- als Herausgeber: Die Daten-Enteignung. Wie „Big Data“ unser Leben verändert. Frankfurter Allgemeine Zeitung Archiv, Frankfurt am Main 2014 (E-Book; Zusammenfassung von Texten zum Thema aus dem Verlag, keine ISBN, keine ISSN).